# نیکولائه کراچون
نیکولائه کراچون (ایتالیایی: Nicolae Craciun؛ زادهٔ ۱۴ ژوئن ۱۹۹۴) قایقران کانو اهل ایتالیا است.
وی در مسابقات کشوری و بین‌المللی در مجموع برندهٔ ۲ مدال طلا، ۲ مدال نقره، ۳ مدال برنز شده‌است.